# Lychnophora salicifolia
Lychnophora salicifolia là một loài thực vật có hoa trong họ Cúc. Loài này được Mart. mô tả khoa học đầu tiên năm 1822.